# Seb Coupy
 (avril 2025).
 (avril 2025).
Sébastien Coupy, dit Seb Coupy, est un réalisateur franco-suisse, né le 29 mars 1971 à Genève. 

## Biographie
Après des études aux Arts décoratifs de Genève, aux Beaux-Arts de Lyon et à l’atelier d’écriture documentaire de la FEMIS, Seb Coupy réalise des essais et des films documentaires. À ses débuts il parcourt la France à la rencontre des pompistes qui servent en station-service pour tourner Entretiens courants de la station, remarqué par Françoise Widhoff & Alain Cavalier il est distribué par les Films de l’Astrophore. Il alterne ensuite des films produits et autoproduits :  Lux, un road movie nocturne au Burkina-Faso (coécrit avec Bertrand Larrieu) - prix découverte SCAM 2014. L’image qu’on s’en fait, « Un portrait sensible entre l’autoroute et l’intimité de ceux qui vivent au bout de sa bretelle ». Anais̈ Kien - France Culture. Énergie maximale, un court métrage documentaire qui entraîne le spectateur au cœur de la mêlée, dans le monde artificiel d'un parc de jeux indoor à Aubervilliers.

## Filmographie

### Plus longs
- 2025 : Le père dans la salle - en cours - Solent Production
- 2019 : L'image qu'on s'en fait Tënk / France Culture - France inter
- 2013 : Le Petit Geste
- 2012 : Lux Tënk
- 2011 : Portraits de jour avec caméra
- 2006 : C'est pas arrosé avec l'eau du ciel
- 2003 : Entretiens courants de la station, co-réalisé avec Jean-michel Touzin
- 1999 : Petite histoire de la création musicale new-yorkaise à travers l'évolution de la Knitting-factory
- 1997 : Do you like my voice?

### Plus courts
- 2025 : Antirequiem
- 2025 : Énergie Maximale - Périphérie - 5 à 7 Films - Les films du tambour de soie
- 2023 : Nous y sommes - Centre d'art LBO [1]
- 2020 : Ecran total
- 2019 : Moi aussi j'ai des souvenirs dans mon téléphone
- 2014 : The Darkness Collection (Film collectif de 38 cinéastes internationaux  / Coordination : Oskar Alegria) [2]
- 2010 : Vu le candidat Tënk
- 2009 : Blind Bund, en collaboration avec eRikm[3]
- 2008 : On la regarde
- 2008 : Opéra mista
- 2008 : Cartographie / Collection: "La petite collection de Bref" ed. Chalet films
- 2008 : Pocket orchestra, coréalisé avec Bertrand Larrieu
- 2007 : Un sdf, un nigérian, 2 femmes de chambre, un sdf
- 2006 : Adèle
- 2004 : Salesman

## Films en ligne
- CARTOGRAPHIE
- LUX sur Tënk
- L'IMAGE QU'ON S'EN FAIT sur Tënk
- VU LE CANDIDAT sur Tënk